# Popis mjesta svjetske baštine u Južnoj Americi
Ovo je UNESCO-ov popis mjesta svjetske baštine u Južnoj Americi. Mjesta koja su obilježena zvjezdicom (*) se također nalaze na popisu ugroženih mjesta svjetske baštine.

## Argentina(11)
1. 1981. – Nacionalni park Los Glaciares
2. 1984. – Nacionalni park Iguazú
3. 1984. – Isusovačke misije Guarana (zajedno s Brazilom)
4. 1999. – Poluotok Valdés
5. 1999. – Spiljski crteži u Cueva de las Manos, Rio Pinturas
6. 2000. – Pokrajinski park Ischigualasto i Nacionalni park Talampaya
7. 2000. – Graditeljski spomenici isusovaca u Córdobi (Manzana de los Jesuitas i estancije poput Alta Gracia)
8. 2003. – Brdovita dolina Quebrada de Humahuaca
9. 2014. – Qhapaq Ñan, andski sustav putova (zajedno s Kolumbijom, Bolivijom, Peruom, Ekvadorom i Čileom)
10. 2016. – Djela Le Corbusiera (zajedno s Belgijom, Francuskom, Indijom, Švicarskom, Njemačkom i Japanom)
11. 2017 – Nacionalni park Los Alerces

## Bolivija(7)
1. 1987. – Potosí, grad i rudnici srebra
2. 1990. – Isusovačke misije Chiquita
3. 1990. – Stari dio grada Sucre
4. 1998. – Pretkolumbovsko svetište Fuerte de Samaipata
5. 2000. – Nacionalni park Noel Kempff Mercado
6. 2000. – Ostaci pretkolumbovske kulture Tiahuanaca
7. 2014. – Qhapaq Ñan, andski sustav putova (zajedno s Argentinom, Kolumbijom, Peruom, Ekvadorom i Čileom)

## Čile(6)
1. 2000. – Drvene crkve Chiloé
2. 2003. – Povijesna četvrt lučkog grada Valparaíso
3. 2005. – Humberstone i Santa Laura, pogoni za dobivanje salitre u pustinji Atacama na sjeveru Čilea *
4. 2006. – Sewell, grad rudnika bakra
5. 2014. – Qhapaq Ñan, andski sustav putova (zajedno s Kolumbijom, Argentinom, Peruom, Ekvadorom i Bolivijom)
6. 2021. – Naselja i umjetna mumifikacija kulture Chinchorro u regijama Arica i Parinacota

Za druga čileanska zaštićena mjesta vidjeti: Popis mjesta svjetske baštine u Aziji i Oceaniji

## Ekvador(5)
1. 1978. – Otočje Galápagos
2. 1978. – Stari dio grada Quito
3. 1983. – Nacionalni park Sangay
4. 1999. – Povijesno središte grada Cuenca
5. 2014. – Qhapaq Ñan, andski sustav putova (zajedno s Argentinom, Kolumbijom, Peruom, Čileom i Bolivijom)

## Kolumbija(9)
1. 1984. – Luka, utvrde i graditeljski spomenici grada Cartagene
2. 1994. – Nacionalni park Los Katíos *
3. 1995. – Povijesni centar Santa Cruz de Mompox
4. 1995. – Arheološki park Tierradentro
5. 1995. – Arheološki park San Agustín
6. 2006. – Otok i prirodni rezervat Malpelo
7. 2011. – Kolumbijski kultivirani krajolici kave
8. 2014. – Qhapaq Ñan, andski sustav putova (zajedno s Argentinom, Bolivijom, Peruom, Ekvadorom i Čileom)
9. 2018. – Nacionalni park Chiribiquete

## Nizozemska
1. 1997. – Luka i središte grada Willemstad na otoku Curaçao (Nizozemski Antili)

Za druga nizozemska zaštićena područja vidi Popis mjesta svjetske baštine u Europi

## Paragvaj(1)
1. 1993. – Isusovačke misije La Santísima Trinidad de Paraná i Jesús de Tavarangue

## Surinam(2)
1. 2000. – Rezervat prirode središnjeg Surinama
2. 2002. – Povijesno središte Paramariba

## Urugvaj(3)
1. 1995. – Povijesni dio grada Colonia del Sacramento
2. 2015. – Industrijski krajolik Fray Bentosa
3. 2021. – Djelo inženjera Eladija Dieste: crkva Atlántida

## Venezuela(3)
1. 1993. – Stari dio grada Coro *
2. 1994. – Nacionalni park Canaima
3. 2000. – Sveučilišni grad Caracasa

## Vanjske poveznice
- UNESCO Svjetska baština – službene stranice